# Северный макрурус
Северный макрурус, или северный длиннохвост, или макрурус-берглакс (лат. Macrourus berglax) — вид морских лучепёрых рыб из семейства долгохвостовых отряда трескообразных. Распространены в северной части Атлантического океана.

## Описание
Тело вытянутое, наиболее высокое в районе первого спинного плавника, сужается к заднему концу. Максимальная высота тела составляет 60—80% от длины головы. Голова большая, широкая, её высота укладывается 4,2—4,8 раза в общей длине тела. Рыло заострённое. Предглазничное расстояние составляет 24—29% от длины головы. Рот маленький, нижний. Под глазами от вершины рыла до предкрышки проходит гребень. Тело и верхняя часть головы покрыты крупной чешуёй. На каждой чешуйке проходят несколько параллельных рядов жёстких колючек, направленных к хвостовой части тела. В среднем ряду колючки увеличенные, по краям — более мелкие. На нижней части головы чешуя отсутствует, за исключением 1—3 чешуек в углу рта. Имеется подбородочный усик. Верхняя челюсть доходит до вертикали, проходящей через середину глаза. Глаза большие, овальной формы, горизонтальный диаметр глаза равен 1/3 длины головы. На первой жаберной дуге 8—10 жаберных тычинок. Зубы мелкие. В первом спинном плавнике 9—10 лучей, его высота превышает длину основания. Второй спинной плавник длинный с 105—124 мягкими лучами. В длинном анальном плавнике 113—148 мягких лучей. Грудные плавники с 18—20 лучами расположены за жаберной крышкой, их окончания доходят до вертикали начала второго спинного плавника. Брюшные плавники с 8 лучами, расположены под грудными плавниками. Хвостового плавника нет. Пилорических придатков около 20. Плавательный пузырь раздвоен в передней части.
Окраска головы и тела серая. Брюшная сторона тела более тёмная. Край анального плавника с тёмной каймой. Первый спинной и грудные плавники темнее остальных плавников.
Максимальная длина тела 110 см. Масса тела достигает 4—5 кг.

## Ареал
В западной части Атлантического океана распространены от мыса Кейп-Код до Новой Шотландии, северо-востока Ньюфаундленда и Лабрадора и далее на восток до Девисова пролива, моря Баффина и западной Гренландии. В восточной части Атлантического океана встречаются у Исландии, Фарерских островов, Норвегии и далее на север до восточной Гренландии и Шпицбергена. В Баренцевом море ареал доходит до Мурманского берега.

## Биология
Северный макрурус — глубоководная бентопелагическая рыба. Обитает на континентальном шельфе и континентальном склоне над мягкими грунтами на глубине от 100 до 2700 м, преимущественно на глубине 300—1200 м. Встречается при температуре от -0,5 до 5,4°С , предпочитаемые температуры от 1 до 4°С.  

### Питание
Питается донными и придонными организмами. В составе рациона отмечено более 30 таксонов животных организмов: креветки, моллюски, офиуры, полихеты, амфиподы, голотурии, крабы, кальмары, медузы и рыбы. Наблюдается онтогенетический сдвиг в предпочитаемых кормовых объектах. Мелкие молодые особи питаются преимущественно донными организмами: мелкими моллюсками,  морскими звёздами  и полихетами. Более крупные особи переходят на питание подвижными бентопелагическими организмами, такими как рыбы, кальмары и креветки.